# Свети Димитър (Крайова)
Митрополитската катедрала „Свети Димитър“ в Крайова е главен архиерейски храм на митрополията на Олтения.
Старата църква на мястото е издигната през 90-те години на XV век и е реновирана през 1651 г. от Матей Басараб, след което е запусната. Разрушена през 1889 г., за да бъде издигнато на мястото ѝ нова църква, която е завършена и осветена през 1933 г. По-ранната църква се намирала до седалището на бана на Крайова, а това са представителите на болярската фамилия Крайовеску, откъдето и името на града и областта.
През 1657 г. антиохийският патриарх Макарий III, придружен от Павел Алепски (Павел от Алепо, архидякон, писател и пътешественик), посещава църквата, оприличавайки я на княжеска, а по външен вид – възхитителна. След голямата турска война и преминаването на Олтения под хабсбургска власт в периода 1718 – 1739 по силата на Пожаревацкия мир старата църква запустява, руши се и запада, поради което е издигната новата на мястото ѝ. 
Първото документално споменаване на църквата датира от 11 ноември 1645 г. и е на среднобългарски език.